# Gronotoma allotriaeformis
Gronotoma allotriaeformis är en stekelart som först beskrevs av Giraud 1860.  Gronotoma allotriaeformis ingår i släktet Gronotoma, och familjen glattsteklar. Arten är reproducerande i Sverige.